# Ludwig Westerweller von Anthoni
Ludwig Adolph Westerweller, ab dem 22. Januar 1848 Ludwig Adolph Westerweller von Anthoni (* 25. Juni 1791 in Darmstadt; † 14. Januar 1874 ebenda) war Großherzoglich Hessischer Oberst.

## Leben
Ludwig Westerweller von Anthoni war ein Sohn des hessischen Leutnants Heinrich Westerweller und entschied sich wie sein Vater für eine Laufbahn in der Hessen-darmstädtischen Armee. 
Am 15. September 1809 wurde er im Garde-Füsilier-Bataillon zum Second Lieutenant befördert. Mit der Umgliederung Ende Februar 1812 kam er mit dem Garde-Füsilier-Bataillon als I. Bataillon zum hessischen leichten Infanterie-Regiment und dort in die 3. Kompanie. Anfang Dezember 1812 erkrankte er während des Sechsten Koalitionskrieges. Er wurde von französischen Soldaten gefangen genommen, konnte aber schnell wieder befreit werden. Mitte Dezember 1812 meldete er sich wieder einsatzfähig, erkrankte, wie auch andere Offiziere des Regiments, im gleichen Monat aber erneut. Im April 1813 wurde er im Bataillon zum Schützenoffizier ernannt. Während der Schlacht bei Großgörschen im Mai 1813 wurde er als Angehöriger des I. Bataillons schwer verwundet. Am 18. Mai 1813 erhielt er die Beförderung zum Premierleutnant. Als Ende November 1813 ein provisorisches Bataillon des Garde-Füsilier-Regiments aufgestellt wurde, kam Westerweller zu diesem Bataillon. Mit der 2. Kompanie des I. Bataillons kämpfte er in den Befreiungskriegen, war im Mai 1815 in der 4. Kompanie. Am 18. September 1815 wurde er Ritterkreuz 1. Klasse des Ludewigs-Orden. Am 6. November 1818 wurde er Stabskapitän, am 22. Januar 1822 Kapitän 2. Klasse und am 18. November 1829 Kapitän.
Am 31. März 1841 wurde er zum Major befördert und übernahm das Kommando des II. Bataillons des 2. Infanterie-Regiment. Bis 1844 war er u. a. Ritter der Ehrenlegion geworden. Am 24. September 1845 wurde er als Oberstleutnant vom 2. Infanterie-Regiment zum 1. Infanterie-Regiment versetzt. Auf sein Gesuch hin wurde er am 11. März 1849 unter Verleihung des Charakters als Oberst in den Ruhestand versetzt.
Seine Familie wurde am 22. Januar 1848 in den Adelsstand des Großherzogtums unter Beilegung des Namens Westerweller von Anthoni erhoben.

### Familie
Am 7. Februar 1822 schloss er mit Julie Marie Anna Charlotte Hofmann (1799–1876), Tochter des Hofkammerrats Johann Michael Hofmann, die Ehe, aus der General der Infanterie Paul Westerweller von Anthoni (1827–1912) hervorgegangen ist.